# Anne Wilson
Anne Claire Wilson, née le 21 février 2002 à Lexington (Kentucky), est une une auteure-compositrice-interprète chrétienne américaine. Elle fait ses débuts en 2021 avec la sortie du single My Jesus (chanson) chez Capitol Christian Music Group. My Jesus est le succès qui lui permet de percer et d'atteindre la première place du classement Billboard Hot Christian Songs et du classement Bubbling Under Hot 100. Elle sort ensuite son premier extended play, My Jesus (Live in Nashville), qui se classe à la douzième place du Top Christian Albums Chart aux États-Unis. Elle a, par la suite, sorti deux EP de Noël, l'un en 2021 et l'autre en 2022. Elle participe également à un concert au Hillfest en 2023, où elle a évoqué sa vie et la raison d'être de ses chansons.

## Jeunesse
Anne Wilson nait à Lexington (Kentucky). Ses parents sont Kent et Lynn Wilson et, elle a deux grands frères et sœurs, Jacob et Elizabeth, une créatrice de mode. Élevée dans un foyer chrétien, elle fréquente l'église presbytérienne de Tates Creek pendant la majeure partie de son enfance. Sa famille se rend souvent chez ses grands-parents, qui vivent dans une ferme de la campagne du Kentucky, où elle tournera plus tard le clip de sa chanson Seventh of June.
Elle a apprend à jouer du piano à l'âge de six ans. Jeune fille, elle aspire à travailler pour la NASA en tant qu'astronaute. Wilson fréquente la eritas Christian Academy, une école que sa mère a aidé à fonder. À l'âge de 12 ans, elle devient chrétienne après qu'un pasteur nommé Cameron McDonald est venu à son école et a donné un discours à propos de Jésus. Elle se souvient que McDonald ne pouvait pas prononcer une seule fois le nom « Jésus » sans pleurer, et qu'en tant que jeune fille, elle pensait que Dieu était quelqu'un qui regardait le monde de haut et le jugeait, mais le discours de McDonald lui a montré que ce n'était pas le cas. [Le 7 juin 2017, son grand frère, Jacob Kent Wilson, meurt dans un accident de voiture à l'âge de 23 ans. Elle dit que la tragédie l'a rapprochée de Dieu. Elle dit qu'elle a entendu Dieu lui dire la nuit où ils ont appris que Jacob était mort : « Anne, vas-tu me faire confiance, ou non ?". Anne a répondu : "Jésus, je te fais confiance ».
Lorsque ses parents, qui ne l'avaient jamais entendue chanter auparavant, l'ont entendue jouer du piano et chanter What A Beautiful Name de Hillsong Worship, ils lui ont demandé de jouer aux prochaines funérailles de son frère, ce qu'elle a accepté. La famille a par la suite des pensées suicidaires mais leur foi chrétienne leur fait renoncer au passage à l'acte.
Après avoir été invitée par ses amis et sa famille à enregistrer une vidéo d'elle chantant What A Beautiful Name, elle enregistre une vidéo et la télécharge sur YouTube. Un découvreur de talents ayant vu la vidéo, il lui est proposé, alors qu'elle a 17 ans, une offre pour rejoindre le Capitol Christian Music Group.

## Carrière
Anne Wilson signe un contrat de disque avec Capitol Christian Music Group en 2019. Le 16 avril 2021, elle publie My Jesus (chanson) en tant que premier single. Le single atteint la première place du Hot Christian Songs, et du Christian Airplay. Le titre est nommé dans la catégorie « meilleure chanson chrétienne » lors des Billboard Music Awards en 2022.
Le 6 août 2021, Anne Wilson sort son premier EP intitulé My Jesus (Live in Nashville). L'EP atteint la 12e place du Top Christian Albums Chart aux États-Unis. Anne Wilson a continué à enregistrer d'autres chansons jusqu'à ce que l'album My Jesus compte un total de 15 chansons. Elle publie I Still Believe in Christmas) le 29 octobre 2021. Le titre atteint la 15e place du Hot Christian Songs. Billboard la désigne la meilleure nouvelle artiste chrétienne de 2021.
Le 14 janvier 2022, elle sort le single Sunday Sermons. La chanson atteint la cinquième place du Hot Christian Songs. Son premier album studio, My Jesus parait le 22 avril 2022. Il débute à la première place du Top Christian Albums, et la 68e place du Billboard 200 aux États-Unis, après avoir accumulé 13 000 unités équivalent album vendues au cours de la première semaine. La chanson My Jesus est nommé pour le Billboard Music Awards de la Meilleure chanson chrétienne, faisant d'elle la seule femme à avoir été nommée pour ce prix. Le 26 août 2022, Anne Wilson apparait sur le single Behold de Phil Wickham. Le single atteint la huitième place du Hot Christian Songs.
Anne Wilson sort Hey Girl comme troisième single de son album My Jesus, sur les ondes des radios chrétiennes aux États-Unis, le 16 septembre 2022. Le titre atteint la 26e place du Hot Christian Songs. Elle est nommée pour six GMA Dove Awards en 2022 : Révélation de l'Année, Chanson de l'Année, Chanson Pop/Contemporaine Enregistrée de l'Année, Autrice-compositrice de l'Année, et Album Pop/Contemporain de l'Année. My Jesus remporte la Chanson Contemporaine de l'Année, et Wilson gagne la Révélation de l'Année. Fou de joie en recevant ses récompenses, elle déclare dans son discours de remerciement pour la Révélation de l'Année : 
« "Je n'aurais jamais imaginé être ici ce soir, debout sur cette scène, parmi vous tous, artistes incroyables. Je tiens à remercier mon doux frère au paradis qui m'a inspiré. C'est pour cela que je fais ce que je fais, pour honorer Jacob, et je suis si reconnaissante. »
En 2022, elle est nommée pour l'American Music Award Favorite Inspirational Artist. Le 28 octobre 2022, elle sort un autre EP de Noël, intitulé The Manger, coécrit avec Josh Turner. Le titre est nommé pour l'album de Noël/événement spécial de l'année aux GMA Dove Awards 2023, le 17 octobre 2023. Le 3 février 2023, elle sort son single Living Water pour le film Jesus Revolution, réalisé par Jon Erwin et Brent McCorkle. Son album, My Jesus, est nommé pour le Grammy Award du meilleur album chrétien contemporain. Puis, le 7 juin 2023, Wilson surprend ses fans avec un nouveau single intitulé Seventh of June, honorant la mémoire de son frère décédé Comme elle le dit à People Magazine :
« Il s'agit de faire face au fait que Jacob n'est plus là. Je pense que le fait d'être capable de faire face à cela m'a aidé à guérir et à transmettre l'émotion dans la vidéo, ainsi que la gravité de la situation. »
Anne Wilson publie un ouvrage qui s'intitule My Jesus: From Heartache To Hope en 2022, décrivant comment elle est devenue chrétienne, sa lutte pour faire face à la mort de Jacob, et comment sa carrière a commencé. L'ouvrage fait partie de la Liste des bestseller de l'Association Evangelical Christian Publishing. Wilson a dit qu'elle était « époustouflée par ce que Dieu fait à travers ce livre » et s'est sentie « tellement reconnaissante ».
Le 16 juin 2023, Wilson annonça sa première tournée : le My Jesus Tour, avec Josh Baldwin comme invité d'honneur. La tournée débute à Houston, au Texas, le 28 septembre. Wilson décrit la tournée comme « un rêve devenu réalité ». Tous les concerts, sauf un, se sont déroulés à guichets fermés. Son premier album, My Jesus, est certifié disque de platine par le Recording Industry Association of America le 20 Septembre 2023, et elle déclare alors : 
« Quel moment pour le Seigneur, pour mon doux frère Jacob, pour ma famille, pour les scénaristes et les producteurs, pour Capitol Christian et pour TOUS ceux qui ont vécu cette aventure inattendue. 
Voir ce que Dieu a fait à partir de la douleur la plus profonde est un cadeau si précieux qu'Il nous a donné à tous. DIEU ne gaspille JAMAIS nos chagrins. Il les utilise d'une manière dont nous ne pouvons pas rêver. J'ai hâte de serrer mon frère dans mes bras et de parler de toutes les choses que Dieu a faites. Jacob doit rayonner au ciel en ce moment même, assis avec My Jesus. »
Le 25 septembre 2023, Anne Wilson annonça que son EP, Rebel: The Beginning, paraîtra le 29 septembre 2023. Il inclut trois chansons : Rebel, Rain in the Rearview, et Strong, avec Rain in the Rearview comme single de l'album. Après la parution de la quatrième chanson de l'album, God and Country, elle confirme que l'album entier, Rebel, incluera 16 pistes et paraîtra le 19 avril 2024.

## Discographie

### Albums studios
| Titre                                                | Détails                                                                                                | Meilleur classement | Meilleur classement |
| Titre                                                | Détails                                                                                                | US                  | US Christ.          |
| ---------------------------------------------------- | --- | ------------------- | ------------------- |
| My Jesus                                             | - Sortie: 22 avril 2022 - Label : Capitol CMG - Format :CD, téléchargement numérique, streaming, vinyl | 68                  | 1                   |
| REBEL                                                | - Sortie: 19 avril 2024 - Label: Capitol CMG - Format: CD, téléchargement numérique, streaming         |                     |                     |
| "-" désigne un enregistrement qui n'a pas été classé | |                     |                     |

### EP
| Titre                                                | Détails | Meilleur classement |
| Titre                                                | Détails | US Christ.          |
| ---------------------------------------------------- | --- | ------------------- |
| My Jesus (Live in Nashville)                         | - Sortie : 6 août 2021 - Label : Capitole CMG - Format : CD, téléchargement numérique, streaming            | 12                  |
| The Manger                                           | - Sortie : 28 octobre 2022 - Label : Capitole CMG - Format : Téléchargement numérique, diffusion en continu | —                   |
| "-" désigne un enregistrement qui n'a pas été classé | |                     |

### Singles
| Titre                        | Année | Meilleur classement | Meilleur classement | Meilleur classement | Meilleur classement              | Meilleur classement                | Certifications   | Album             |
| Titre                        | Année | États-Unis Bubb.    | États-Unis Chrétien | Christian Airplay   | Hot Christian Adult Contemporary | Classement du Billboard (Chrétien) | Certifications   | Album             |
| ---------------------------- | ----- | ------------------- | ------------------- | ------------------- | -------------------------------- | ---------------------------------- | ---------------- | ----------------- |
| My Jesus (chanson)           | 2021  | 1                   | 1                   | 1                   | 1                                | 1                                  | - RIAA : Platine | My Jesus          |
| I Still Believe in Christmas | 2021  | —                   | 15                  | 1                   | 1                                | 23                                 |                  | The Manger (EP)   |
| Sunday Sermons               | 2022  | —                   | 5                   | 4                   | 6                                | 3                                  |                  | My Jesus          |
| Hey Girl                     | 2022  | —                   | 26                  | 21                  | 19                               | —                                  |                  | My Jesus          |
| Living Water                 | 2023  | —                   | 20                  | —                   | —                                | 6                                  |                  | Single hors album |
| Seventh of June              | 2023  | —                   |                     |                     |                                  |                                    |                  | Single hors album |

| Titre                                                     | Année | Meilleur classement | Meilleur classement | Meilleur classement | Meilleur classement | Album             |
| Titre                                                     | Année | US Christ           | Christ. Air.        | Christ. AC          | Christ. Digital     | Album             |
| --------------------------------------------------------- | ----- | ------------------- | ------------------- | ------------------- | ------------------- | ----------------- |
| Emmanuel God with Us (Chris Tomlin featuring Anne Wilson) | 2021  | —                   | —                   | —                   | —                   | Single hors album |
| Me on Your Mind (Matthew West featuring Anne Wilson)      | 2022  | —                   | —                   | —                   | —                   | Single hors album |
| Behold (Phil Wickham featuring Anne Wilson)               | 2022  | 8                   | 2                   | 1                   | 15                  | Single hors album |
| "—" indique un enregistrement qui n'a pas été classé      |       |                     |                     |                     |                     |                   |

### Singles promotionnels
| Titre     | Année | Album    |
| --------- | ----- | -------- |
| God Thing | 2022  | My Jesus |

| Titre                                                       | Année | Album    |
| ----------------------------------------------------------- | ----- | -------- |
| Somebody Tell That Girl (High Valley featuring Anne Wilson) | 2022  | Way Back |

### Autres chansons classées
| Titre                                                | Année | Position au classement | Position au classement | Position au classement | Position au classement | Album           |
| Titre                                                | Année | US Christ.             | Christ. Air.           | Christ. AC             | Christ. Digital        | Album           |
| ---------------------------------------------------- | ----- | ---------------------- | ---------------------- | ---------------------- | ---------------------- | --------------- |
| Mamas (avec Hillary Scott)                           | 2022  | 15                     | —                      | —                      | 1                      | My Jesus        |
| The Manger (avec Josh Turner)                        | 2022  | 15                     | 38                     | 19                     | 7                      | The Manger (EP) |
| "—" indique un enregistrement qui n'a pas été classé |       |                        |                        |                        |                        |                 |

## Tournées

### Propres tournées
- Anne Wilson - The My Jesus Tour (avec Josh Baldwin) (2023)

### Premières parties
- Big Daddy Weave - All Things New Tour (2021)
- Zach Williams - I Don't Want Christmas To End Tour (2021)
- Matthew West - Brand New Tour (2022)
- Zach Williams - Spring '22 Tour (2022)
- Crowder - My People Tour (2022)
- Casting Crowns - Healer Tour (2022)
- Phil Wickham - Behold Christmas Nights (2022)

## Récompenses et nominations

### American Music Awards
| Année | Nomination / œuvre | Prix                                      | Résultat   |
| ----- | ------------------ | ----------------------------------------- | ---------- |
| 2022  | Anne Wilson        | Artiste inspirante contemporaine préférée | Nomination |

### Billboard Music Awards
| Année | Nomination / œuvre | Prix                         | Résultat   |
| ----- | ------------------ | ---------------------------- | ---------- |
| 2022  | My Jesus (chanson) | Meilleure Chanson Chrétienne | Nomination |

### GMA Dove Awards
| Année | Nomination / œuvre | Prix                                                   | Résultat    |
| ----- | ------------------ | ------------------------------------------------------ | ----------- |
| 2022  | My Jesus (chanson) | Chanson de l'Année                                     | Nomination, |
| 2022  | My Jesus (chanson) | Chanson Pop/Contemporaine de l'Année                   | Lauréat     |
| 2022  | Anne Wilson        | Autrice-Compositrice de l'Année                        | Nomination  |
| 2022  | Anne Wilson        | Révélation de l'Année                                  | Lauréat     |
| 2022  | Mamas              | Chanson Bluegrass/Country/Roots Enregistrée de l'Année | Nomination  |
| 2022  | My Jesus (chanson) | Album Pop/Contemporain de l'Année                      | Nomination  |

### Grammy Awards
| Année | Nomination / œuvre | Prix                                               | Résultat   |
| ----- | ------------------ | -------------------------------------------------- | ---------- |
| 2023  | My Jesus           | Meilleur Album de Musique Chrétienne Contemporaine | Nomination |